# Heini Halberstam
Heini Halberstam (11 de septiembre de 1926 – 25 de enero de 2014) fue un matemático británico, trabajando en el campo de la teoría analítica de números. Es uno de los dos matemáticos de donde la conjetura de Elliott–Halberstam fue nombrado.
Nació en Most, Checoslovaquia 
y falleció en Champaign, Illinois, EE. UU. Su padre fallecido cuándo era muy joven. Después de la anexión de Adolf Hitler del Sudetenland, él y su madre se mudaron a Praga. A sus doce años, cuando la ocupación nazi progresó, fue uno de los 669 niños salvados por Sir Nicholas Winton, quién organizó el Kindertransport, un tren que dejó aquellos niños fuera de territorio ocupado por los nazis. Fue enviado a Inglaterra, donde vivió durante la Segunda Guerra Mundial.
Obtuvo su PhD en 1952, por la University College, Londres, con la supervisión de Theodor Estermann. De 1962 a 1964, Halberstam fue profesor de Erasmo Smith de matemática en Trinity Dublín Universitario (Universidad de Dublín);  De 1964 a 1980, fue profesor de matemática en Nottingham Universidad.  En 1980,  tomó una posición en la Universidad de Illinois, Urbana Champaign (UIUC) y devino en emeritus profesor en UIUC en 1996. En 2012,  devino miembro de la Sociedad Matemática americana.
Es conocido también por libros, con Klaus Roth en combinatorial teoría de número, y con H. E. Richert con la teoría de cribas.

## Algunas publicaciones
- con Hans-Egon Richert: Sieve Methods. Academic Press 1974

- con Klaus Friedrich Roth: Sequences. Oxford 1966, Springer 1983

- con Harold Diamond, y William Galway: A higher dimensional sieve method. Cambridge University Press 2008